# Chamaesphecia adelpha
Chamaesphecia adelpha är en fjärilsart som beskrevs av Le Cerf 1938. Chamaesphecia adelpha ingår i släktet Chamaesphecia och familjen glasvingar. Inga underarter finns listade i Catalogue of Life.